# Neerslagafvoermodel
Een neerslagafvoermodel, ook wel model van oppervlakte-afvoer genoemd, is een voorstelling van het deel van de waterkringloop dat de oppervlakte-afvoer van een hydrologisch opvanggebied betreft. Het model wordt meestal gebruikt om de oppervlakteafvoer of -afstroming te begrijpen en om voorspellingen te kunnen doen over de afvoer om het waterbeheer te regelen of om waterbouwkundige maatregelen te ontwerpen voor het beheersen van overstromingen.
Hoewel het mogelijk is schaalmodellen te maken zijn de meeste afstromingsmodellen

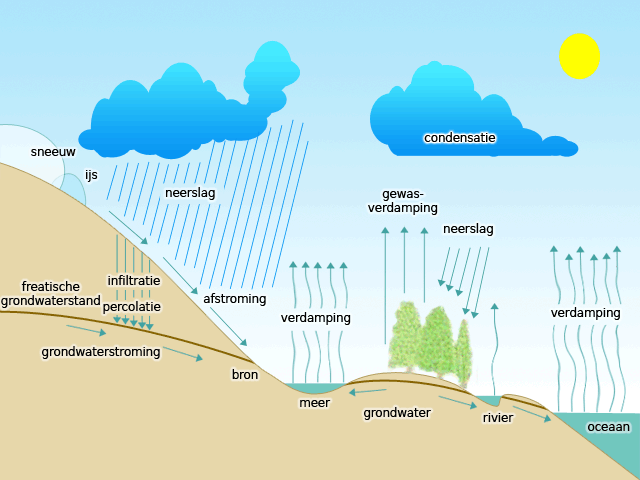
Schema van de waterkringloop

wiskundig modellen.

## Soorten modellen

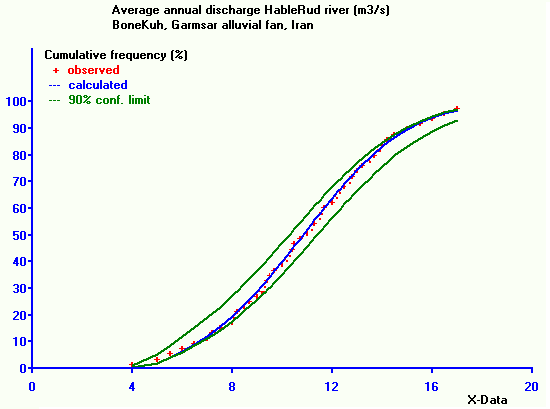
Cumulatieve-frequentieanalyse van de stroming in een rivier, statistisch kansmodel CumFreq

Hydrologische factoren in het afvoerproces

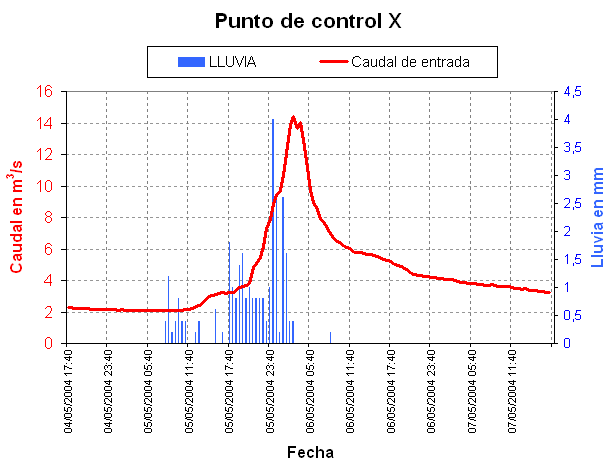
Afvoergolf van een regenbui gevallen op een stroomgebied

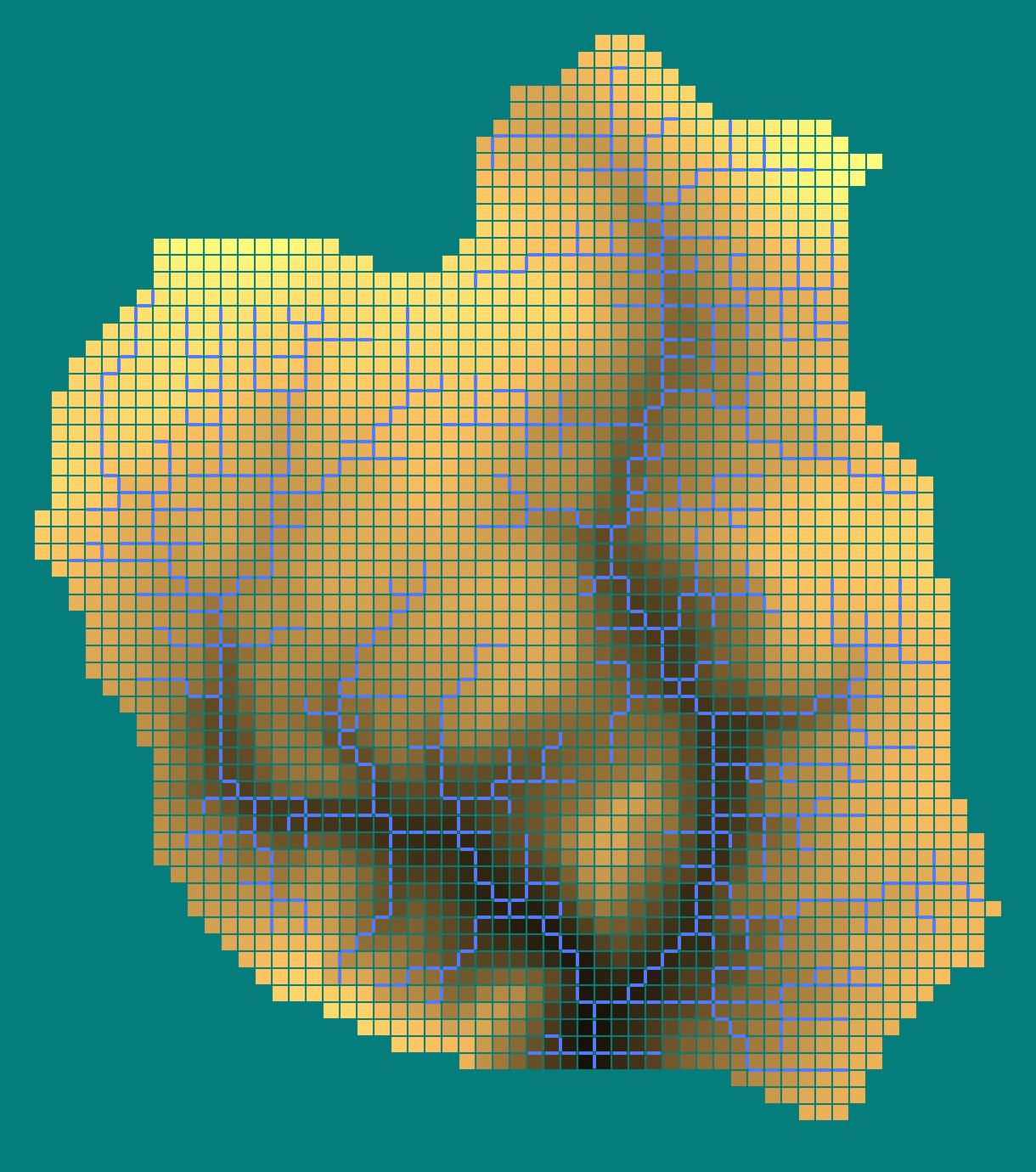
Kaart uit het SHETRAN model voor het stroomgebied van Dunsop, Bowlnad forest, UK

Wiskundige afstromingsmodellen kunnen ingedeeld worden in:
- statistische modellen (volgens de kansrekening)
- ervaringsmodellen (empirische of proefondervindelijke modellen)
- conceptuele modellen (analoge modellen)
- Hydraulische transportmodellen (volgens de stromingsleer)
- Samengestelde modellen

### Statistische modellen
Statistische modellen zijn gebaseerd op frequentieanalyse van de stromigen en afvoeren. De voorspellingen doet men op basis van de herhalingsperioden die er toe dienen de frequentie van waterschaarste en -overvloed in te schatten om het waterbeheer te regelen of om waterbouwkundige maatregelen te ontwerpen voor het beheersen van overstromingen.
Bovendien kan men met de statistische analyse een inzicht verkrijgen van de neerslag op of de verdamping van een stroomgebied die kunnen dienen als invoergegevens in de wiskundige modellen die de aanvoer van water omrekenen in afvoer, zodat het afvoerregime beoordeeld kan worden.

### Ervaringsmodellen
Ervaringsmodellen zijn modellen, of misschien beter gezegd methoden, die zijn ontwikkeld op grond van ondervinding waarbij physische en hydrologische parameters met elkaar in verband worden gebracht met het doel de afstroming ervan af te leiden. Bekende ervaringsmodellen zijn:
- de rationele methode die de maximaal verwachte afvoer geeft op basis van de maximaal verwachte regenintensiteit gedurende een periode die gelijk is aan de concentratietijd van het opvanggebied
- de nummer van de afvoerkrommemethode (NAK, Engels: Curve Number - CN - Method[3]), die het totale volume van de afvoer oplevert, gevolgd door de eenheidshydrograafmethode (Engels:Unit Hydrograph Method), die de verdeling van het volume over de tijd verzorgt zodat een stroming wordt verkregen.

### Conceptuele modellen
Conceptuele modellen zijn modellen gegrond op een idee over, een concept van, of een analogie met het proces van de omzetting van de neerslag in afvoer.
Een voorbeeld van een conceptueel model is het reservoirmodel zoals hieronder besproken.

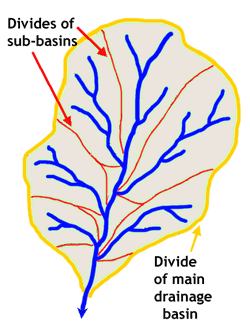
Een hydrologisch stroomgebied onderverdeeld in kleinere eenheden

### Transportmodellen
Hydraulische transportmodellen zijn wiskundige modellen gebaseerd op hydraulische stromingsleer of vloeistofmechanica met gebruik van stromingsvergelijkingen zoals die van Manning en Saint Venant voor het transport van water in de bedding van een beek of rivier.
De complexiteit van de hydraulische karakteristieken van de oppervlakte van stroomgebieden maakt dat de transportmodellen nauwelijks toepasbaar zijn op het proces van de afstroming over land totdat het water een duidelijke bedding bereikt. Daarom worden deze modellen alleen voor beken en rivieren gebruikt.
Voorbeelden van software zijn: DUFLOW, HSPF, MIKE, SOBEK, MOHID Land, TopModel, en het Xinanjiang-model.

### Samengestelde modellen
Samengestelde modellen gebruiken een combinatie van ervaringsmodellen, conceptuele modellen en transportmodellen.
Voorbeelden van software: GSSHA, HBV, SHETRAN, en Vflo.
Het onderscheid tussen transportmodellen en samengestelde modellen is niet altijd scherp omdat veel transportmodellen elementen van andere modellen in zich hebben om de hoeveelheid water te bepalen die de stroombedding bereikt, waarbij de bepalingsmethode kan variëren van vrij eenvoudig tot vergevorderd.

## Galerij van illustraties

Illustraties van de oppervlakte-afvoer in verschillende stroomgebieden
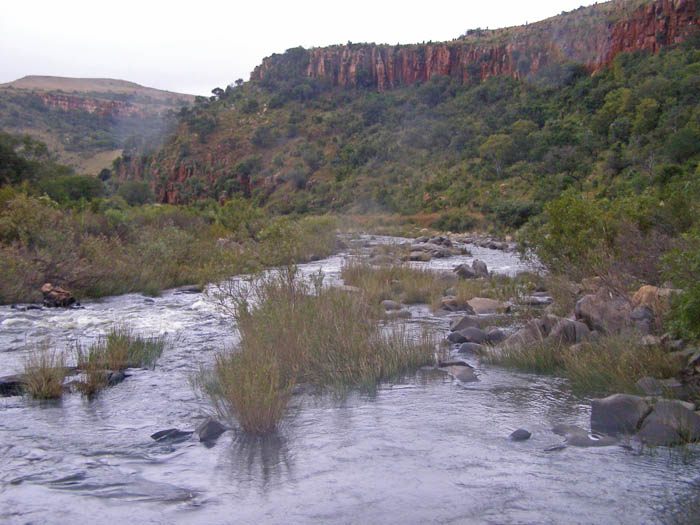
Waterstroming in de Inkomati-rivier nabij Carolina, Zuid-Afrika
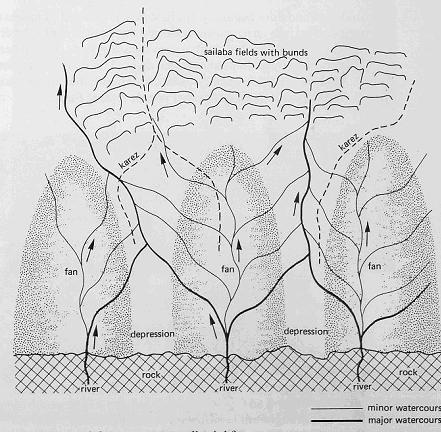
Het gebruik van de afstroming ten behoeve van irrigatie aan de voet van een alluviale waaier, zie ook irrigatie in puinwaaiers
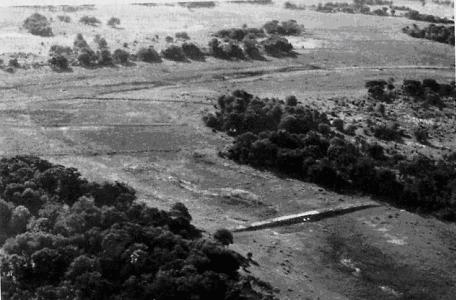
Sluis voor het opvangen van water om landbouw te plegen na terugschrijding van de overstroming, Okavangodelta, Botswana
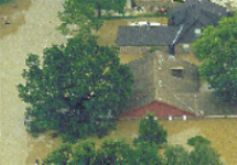
Overstroming door oppervlakte-afvoer

## Reservoirmodel
Een bekend model is dat van het lineaire reservoir, maar het model is zo eenvoudig dat de toepasbaarheid in de praktijk beperkt is. 

Het afvoermodel op basis van het niet lineaire reservoir heeft een ruimere bruikbaarheid, maar het kan alleen toegepast worden op stroomgebieden waarover het neeslagpatroon als uniform kan worden aangenomen. De maximale grootte van het stroomgebied hangt dus af van de ruimtelijke neerslagverdeling. Wanneer het bestudeerde stroomgebied te groot is, kan het worden onderverdeeld in kleinere eenheden waarin het model afzonderlijk kan worden gebruikt terwijl de respectievelijke afvoergolven verder worden verwerkt met een hydrologisch transportmodel.

### Lineair reservoir

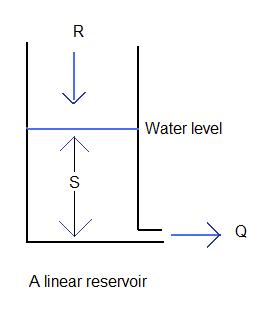
Figuur 1. Beginsel van het lineaire reservoir

De hydrologie van een lineair reservoir (figuur 1) is gegrond op twee vergelijkingen : 

(1) stromingsvergelijking:
- Q = A.S

(2) Continuïteitsvergelijking of waterbalans:
- R = Q + dS/dT

waar:

Q de oppervlakte-afvoer van water is (of de oppervlakte-drainage), met eenheden [L/T], waarin L een laagdikte voorstelt (in mm of m) en T de tijd (in sec, uur of dag) 

R de netto aanvoer van water is (of de effectieve neerslag of de overmaat regen), met eenheid [L/T] 

A de reactiefactor is met eenheid [1/T] 

S de berging of opslag van water is, met eenheid [L] 

dS een differentiaal, of infinitesimaal, of een kleine verandering is van S 

dT een differentiaal is (of infinitesimaal of een kleine verandering) van T
Afvoervergelijking

Combinatie van de twee vorige vergelijkingen levert een differentiaalvergelijking op waarvan de oplossing kan worden geschreven als:
- Q2 = Q1 exp { – A (T2 – T1) } + R [ 1 – exp { – A (T2 – T1) } ]

Dit is de vergelijking voor de hydrologische oppervlakte-afvoer, oppervlakte-drainage, of afstroming, waarin Q1 y Q2 de waarden zijn van Q op respectievelijk tijdstip T1 en T2 terwijl T2–T1 een kleine tijdstap of tijdsinterval is gedurende welk de netto aanvoer R constant kan worden verondersteld.
Samenstelling van de totale afvoergolf 

Aannemende dat de waarde van de factor A bekend is, dan kan de totale afvoergolf (TAG) worden verkregen door een aantal successievelijke tijdstappen te gebruiken en de afvoer te berekenen met de afvoervergelijking aan het einde van elke tijdstap er van uitgaande dat de beginwaarde van Q gelijk is aan de eindwaarde van Q bij de voorgaande tijdstap. De allereerste beginwaarde van Q moet wel bekend zijn.
Eenheidsafvoergolf 

Wanneer de aanvoer R gelijk is aan nul, dan kan de afvoer Q worden berekend als:
- Q = – dS/dT

Hierin de Q vervangend door de uitdrukking voor Q in vergelijking (1) verkrijgt men:
- dS/dT = – A.S

De oplossing hiervan is:
- S = exp(– A.T)

Hierin de S vervangend door Q/A volgens vergelijking (1) geeft:
- Q = A exp(– A.T)

Dit stelt het uitputtingsverloop van de afvoergolf voor en wordt momenteenheidsafvoergolf (MEAG) genoemd. De beschikbaarheid van een uitdrukking voor de MEAG kan de noodzaak omzeilen de totale afvoergolf (TAG) te berekenen volgens de meer ingewikkelde methode van de convolutie.
Reactiefactor 

Wanneer de rectiefactor A bepaald kan worden uit de eigenschappen van het stroomgebied, dan kan ket lineare reservoir gebruikt worden als deterministisch model of analytisch model worden genoemd. 

Anders kan men de factor A bepalen door kalibratie met behulp van een gegevensbestand van neerslag en afvoer, zoals hieronder nader uitgwerkt bij niet-lineair reservoir. Hiermee gebruikt men het reservoir model als zwarte doos.
Omrekeningen 

1 mm/dag komt overeen met 10 m3/dag per ha van het stroomgebied

1 l/sec per ha komt overeen met 8.64 mm/dag of 86.4 m3/dag per ha

### Niet-lineair reservoir

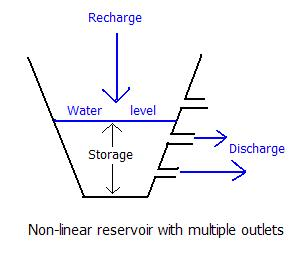
Figuur 2. Beginsel van het niet-lineaire reservoir

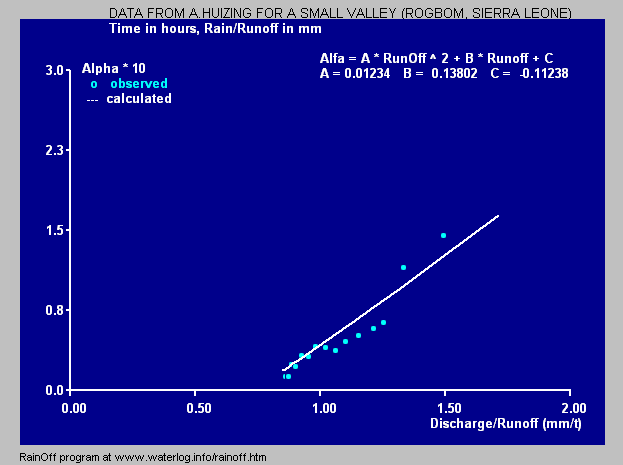
Figura 3. Verband tussen de reactiefactor Aq (Alpha) en de oppervlakte-afstroming (Q), Rogbom vallei

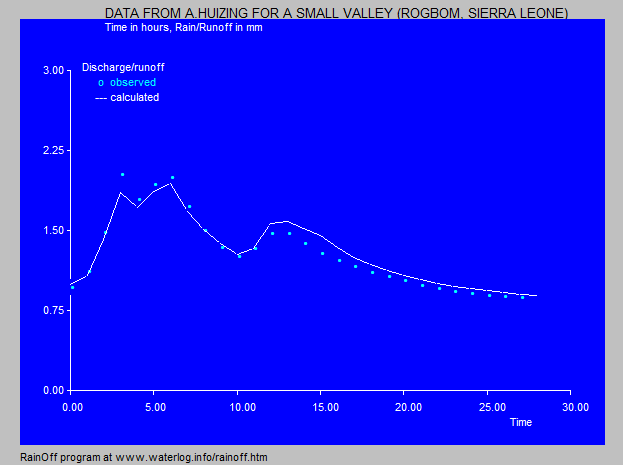
Figuur 4. Waargenomen en gesimuleerde (berekende) afvoergolf, Rogbom vallei

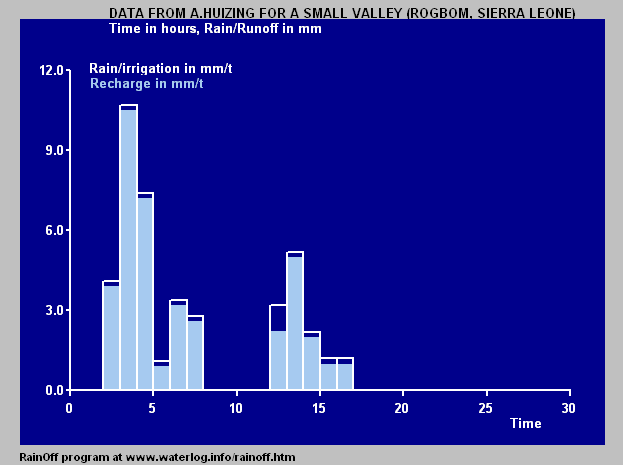
Figuur 5. Omrekening van de neerslag in effectieve neerslag (netto aanvoer) door een vóór-reservoir, Rogbom vallei

In tegenstelling tot het lineaire reservoir heeft het niet-lineaire reservoir een reactiefactor (A) die niet constant is , maar die een functie is van de berging S of de afvoer Q (figuur 2, 3). 

Normaliter neemt A toe bij toenemende Q of S, omdat de afvoercapaciteit meer dan lineair toeneemt bij toenemende berging en afvoer. Daarom wordt deze factor Aq genoemd. 

Het niet-lineaire reservoir heeft geen bruikbare MEAG.
Tijdens perioden zonder neerslag en aanvoer, als R = 0, vereenvoudigt de afvoervergelijking tot:
- Q2 = Q1 exp { – Aq (T2 – T1) }

en met gebruikmaking van een eenheid van tijdsinterval T2 – T1 = 1 kan Aq worden berekend volgens:
- Aq = – ln (Q2/Q1)

Dus is het mogelijk de reactiefactor Aq te bepalen tijdens perioden van droogte uit het verloop van de afvoer met behulp van een numerieke methode.
Figuur 3 toont het verband tussen Aq en Q voor de kleine vallei Rogbom (in feite een beekdal) in Sierra Leone. 

Figuur 4 laat een waargenomen en een gesimuleerde (berekende) afvoergolf zien van dezelfde beek aan het benedenstroomse eind.

### Netto aanvoer
De netto aanvoer (effectieve neerslag, regenovermaat) kan worden gemodelleerd met een vóór-reservoir (figuur 6) dat de netto aanvoer geeft als een overstroming. Het vóór-reservoir bestaat uit de volgende onderdelen:
- een maximale berging of opslag (Sm) met eenheid [L]
- een werkelijke of actuele berging (Sa) met eenheid [L]
- een relatieve berging: Sr = Sa/Sm
- een maximale snelheid [Em, L/T] van ontsnapping (verdamping plus infiltratie naar de ondergrond en de aquifer) die niet deelneemt aan het afvoerproces
- een werkelijke of actuele ontsnappingssnelheid Ea = Sr.Em [L/T]
- een bergingstekort Sd = Sm + Ea – Sa voor een eenheid van tijd [L]

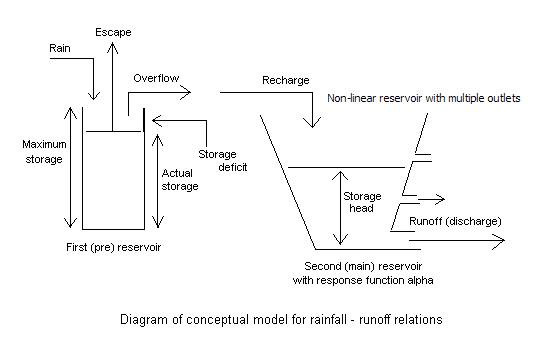
Figuur 6. Schema van een niet-lineair reservoir met een vóór-reservoir om de werkelijke aanvoer te bepalen

De netto aanvoer kan berekend worden voor een eenheid van tijd (T2–T1=1) als : R = Regen – Sd op voorwaarde dat R>0. 

De werkelijke berging aan het einde van het tijdsinterval wordt gevonden als : Sa2 = Sa1 + Regen – R – Ea , waar Sa1 de werkelijke berging is aan het eind van de vorige tijdstap.
De metode van het nummer van de afvoerkromme (NAK) geeft een alternatief om de netto aanvoer te bepalen. Hier is de aanvankelijke aftrek (Engels: initial abstraction) vergelijkbaar met Sm–Si, waar Si de beginwaarde ia van Sa in het reservoir model.
Software 

De figuren 3, 4 en 5 zijn gemaakt met het computerprogramma RainOff, ontworpen om het verband tussen neerslag en afvoer te bestuderen met het model van een niet-lineair reservoir met een vóór-reservoir. Het programma bepaalt de functie van Aq als lineair, exponentieel, of als logaritmisch. Het programma geeft ook een voorbeeld van een waarde van Aq die te berekenen is uit de parameters van een drainage systeem zelf.